# آیا او را دیده‌ای؟
آیا او را دیده‌ای؟ (به انگلیسی: Have U Seen Her?) نخستین آلبوم استودیویی از خواننده و ترانه‌نویس اهل فنلاند آلما است. این آلبوم در ۱۵ مه ۲۰۲۰ منتشر شد. آلبوم توسط تهیه‌کنندگانی مانند جاستین ترانتر، اندرو ویات و سارا هادسون تهیه شده‌است.